# کورنتا لمر
کورنتا لمر (فرانسوی: Corentin Lemaire‎؛ زادهٔ ۱۱ مهٔ ۱۹۹۹) بازیکن فوتبال اهل فرانسه است.
از باشگاه‌هایی که در آن بازی کرده‌است می‌توان به باشگاه فوتبال لانس اشاره کرد.